# دام‌گرد

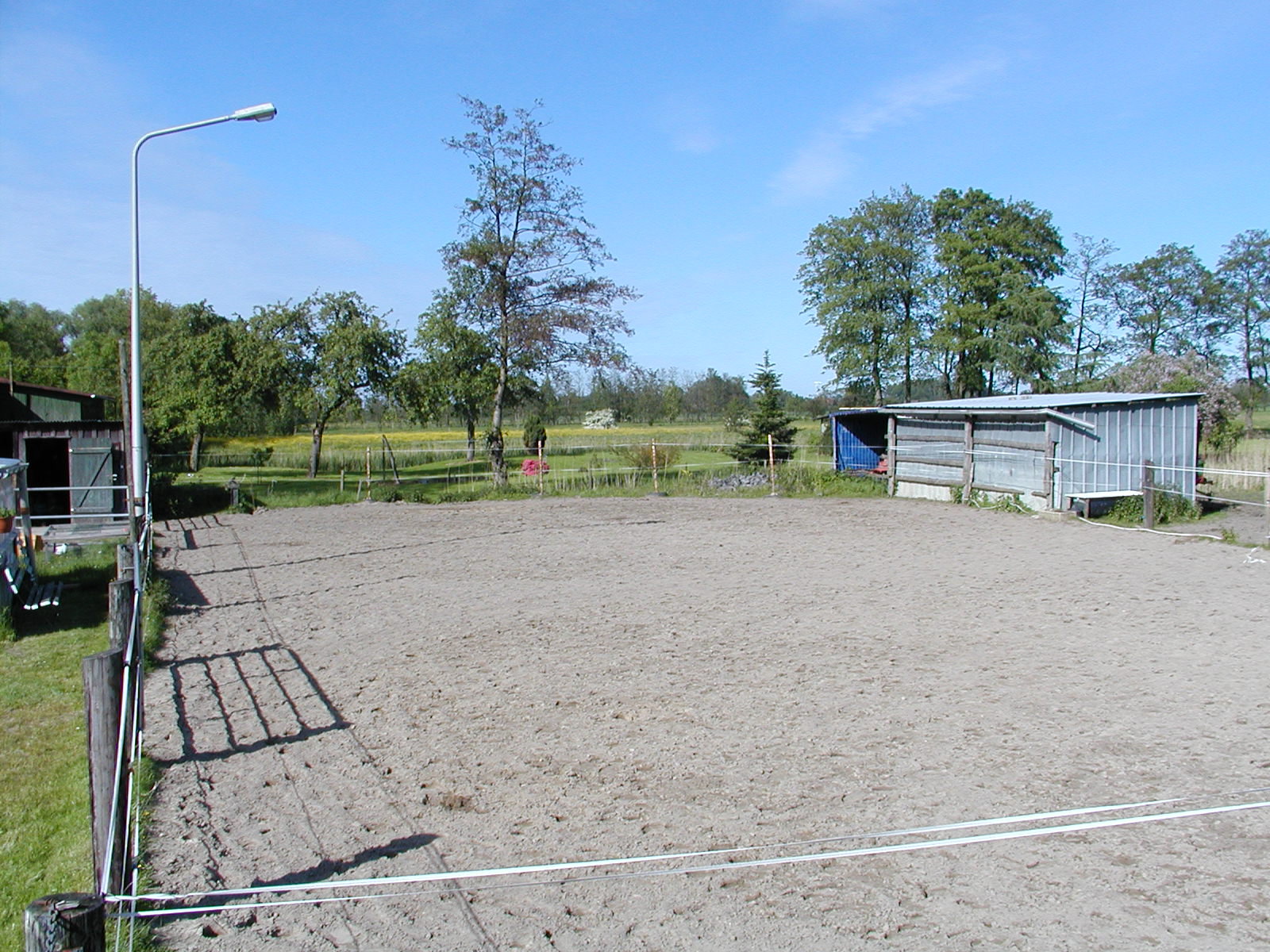
یک دام‌گرد شنی

دام‌گرد یک فضای کوچک بسته برای نگهداری اسب است. بریتانیا از کلمه Paddock برای اشاره به پیست اتوموبیل‌رانی، به خصوص رشته فرمول یک استفاده می‌شود.

## توضیحات

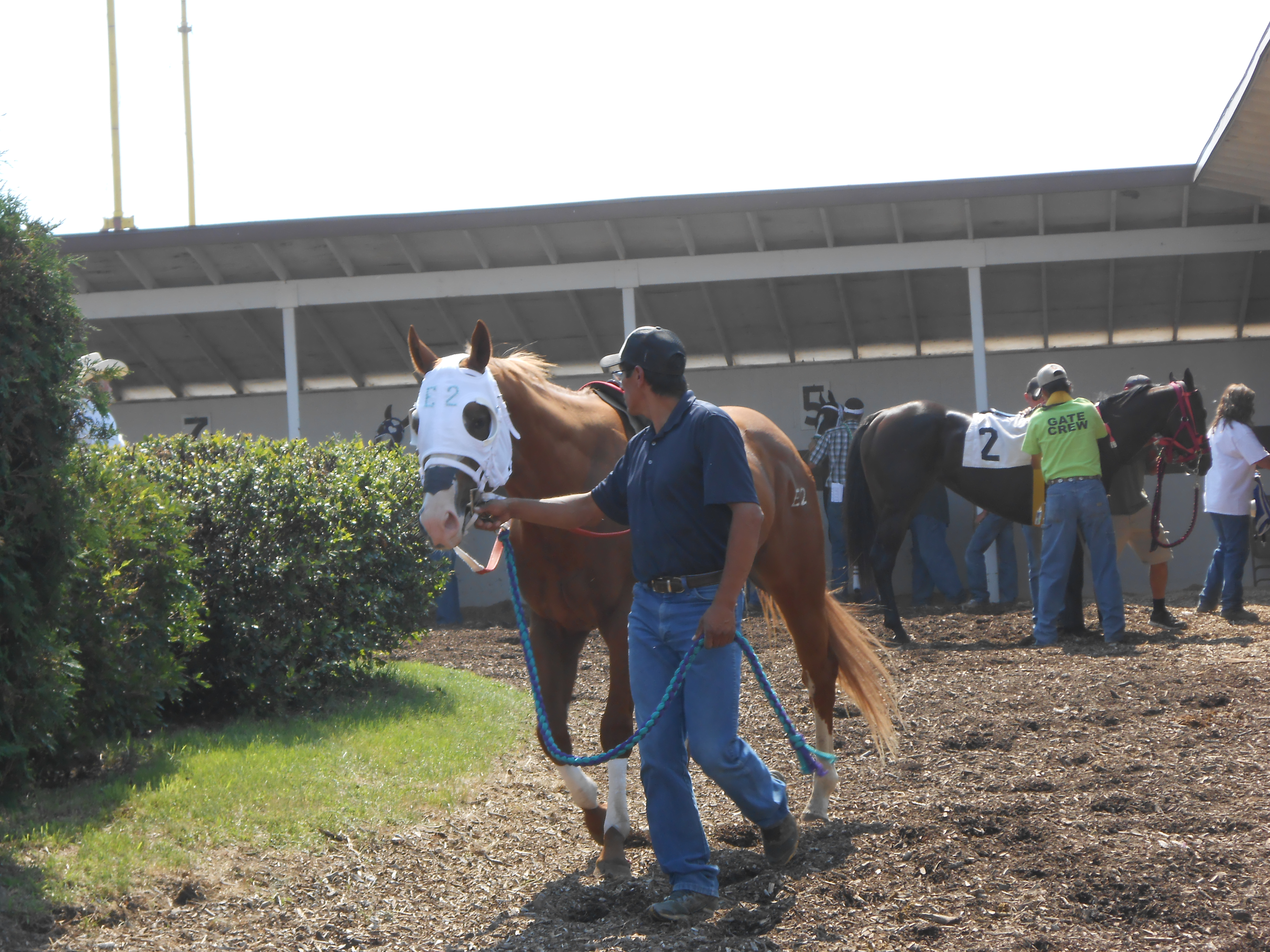
یک دام‌گرد در پیست اسب سواری

در کانادا و ایالات متحده آمریکا، دام‌گرد محوطه کوچکی است که برای نگهداری اسب استفاده می‌شود. در بریتانیا، این اصطلاح معنای مشابهی دارد، و همچنین برای یک پیست اتومبیل رانی، به ویژه فرمول یک، کاربرد دارد. متداول‌ترین مکان دام‌گردهادر نزدیکی اصطبل‌ها است. دام‌گردهای بزرگتر ممکن است دارای چمن باشند، اما بسیاری از آنها خاک یا سطح طبیعی مشابهی دارند. آن‌ها اغلب از زهکشی برخوردار هستند و لایه بالایی‌شان، برای حفظ سطح مناسب در دام‌گرد، ماسه است.
در غرب آمریکا، چنین محوطه‌ای را اغلب Corral می‌نامند و ممکن است برای نگهداری گاو یا اسب، گاهی اوقات دام‌های دیگر استفاده شود. کلمه دام‌گرد همچنین برای توصیف سایر مناطق کوچک و حصارکشی شده که اسب‌ها را در خود جای می‌دهند، استفاده می‌شوند. دام‌گردهایی در پیست مسابقات اسب‌سواری وجود دارند که منطقه‌ای هستند که در آن اسب‌ها، قبل از مسابقه، زین می‌شوند.

## ارجاعات
1. ↑  Clarkson, Neil (18 October 2012). "Building a horse-riding arena: Thinking outside the rectangle". horsetalk.co.nz. Retrieved 13 April 2013.